# Petka (Dubrovnik)
Petka je naziv za niz od dva brežuljka i zaštićenu park-šumu iznad dubrovačkog gradskog predjela i poluotoka Lapad. 

## Općenito
Velika (197 m) i Mala Petka (146 m) svojim pružanjem prate karakteristični dinaridni smjer prostiranja kopna (sjeverozapad – jugoistok). Geološku podlogu u osnovi čine kredni sedimenti, vapnenci i na više mjesta dolomiti. Na takvim su se vrstama stijena razvili različiti tipovi zemljišta; uglavnom vapnenačka primorska tla poput primorskog smeđeg tla, na manje mjesta crvenica i neki drugi. S geomorfološkog gledišta područje park–šume Petka tipično je krško područje, međutim bez jasno izraženih krških oblika. Nema zabilježenih speleoloških objekata, osim Modre špilje koja se nalazi izvan granica park – šume, ispod Gorice Sv. Vlaha.
Ovaj prostor Lapada pripada vanjskoj obalnoj zoni, izobata od 100 m je svega 0,5 nautičkih milja južno od rta Petka. Cijelo vanjsko obalno područje od rta Petka do Gorice, izloženo je intenzivnom i snažnom abrazijskom utjecaju južnih vjetrova i valova otvorenog mora, te imaju oblik izrazitih obalnih strmaca (slično klifovima) i vrlo su strme (ponegdje visoke i do 100 m) i nepristupačne. Nasuprot njima, obale uvale Lapad su niske i pristupačne, s nekoliko lijepih plaža i nizom hotela u podnožju. Zapadno od rta Petka nalazi se skupina od 11 hridi poznata pod zajedničkim imenom Grebeni, među kojima se ističu dva veća (Greben i Vješala) i skupina manjih hridi (Kantenari), dok se malo istočnije nalazi hrid Jabuka.
Park–šuma "Velika i Mala Petka" jedina je zaštićena prirodna vrijednost koja se nalazi na užem području grada Dubrovnika. Od 21. prosinca 1987. godine odlukom tadašnje Skupštine općine Dubrovnik, ovo je posebno vrijedno područje prirode zaštićeno u kategoriji rezervata prirodnog predjela, odnosno park–šume zbog izuzetno razvijene i očuvane cjelovite šume alepskog bora i makije, te je s estetskog, vegetacijsko – botaničkog i potencijalno turističkog stanovišta izrazito vrijedan krajolik grada Dubrovnika. Guste šumske sastojine alepskog bora temeljna su komponenta park–šume i jedna su od posljednjih zelenih oaza Dubrovnika i njegove okolice, u kontrastu nasuprot golim kamenjarskim površinama Srđa i okolnih brda. Estetski je posebno zanimljiv krajolik uz južnu morsku obalu, na čijim strmim stijenama rastu neke endemične biljke ovog podneblja.

## Biljni pokrov
Prevladavajući motiv park – šume su gusti sklopovi četinjača, prvenstveno alepskog bora (Pinus halepensis), a samo na nekoliko mjesta i nalazimo čempres (obični ili mediteranski čempres - Cupressus sempervirens). U vegetacijskom pogledu ovaj prostor spada u područje rasprostranjenja klimatogene eumediteranske zimzelene šumske zajednice crnog jasena i hrasta česvine ili crnike (Orno – Quercetum ilicis, Horvatić 1957.). Ova prvobitna česvinina šuma na Petki nije sačuvana; od nekadašnje prirodne vegetacije održali su se samo fragmenti pojedinih njenih degradacijskih stadija – makije i gariga, sada obraslih borovom šumom. Od florističkih rarireta našeg podneblja koje možemo ovdje naći svakako treba spomenuti endemičnu vrstu hrvatskog primorja jadransku peruniku (Iris pseudopallida), Jupiterovog ranjenika (Anthyllis barba – jovis) rijetku reliktnu vrstu, srebroliki slak (Convolvulus cneorum) rijetku i reliktnu vrstu ilirsko – apeninskog rasprostranjenja, te drvenastu mlječiku (Euphorbia dendroides), rijetku vrstu hrvatske flore uskog areala rasprostranjenosti.

## Fauna
Među životinjama naročito je brojan ptičiji svijet. Sastojine makije značajna su zimovališta raznim pticama, što je razumljivo s obzirom na to da gusto, neprohodno grmlje pruža pticama sigurnu zaštitu, a mnoštvo zrelih plodova osigurava im izdašnu prehranu tijekom zimovanja. Plodovi raznog sredozemnog drveća i grmlja dozrijevaju upravo zimi, što je naročito povoljno za ishranu ptica. Sklop grmlja jedno je od najvažnijih ptičjih staništa naše regije s drozdovima (Turdidae), grmušama (Sylvidae), zviždcima (Phylloscopus) i drugim pjevicama. Najčešće ptice ovakvih staništa su kos (Turdus merula), drozd cikelj (Turdus phyllomelos), crnokapa grmuša (Sylvia atricapilla), zviždak (Phylloscopus collybita), velika sjenica (Parus major), zelendur (Carduelis chloris) i druge. Visoke i guste šume alepskog bora također su značajne za zimovanje raznih ptica. Neke u njima mogu ostati preko cijele zime, a za mnoge predstavljaju sigurna zimska prenoćišta. Tamo redovito prenoće jata raznih zebovki – zeba bitkavica (Fringilla coelebs), češljugar (Carduelis carduelis) i neke grabljivice kao npr. kobac ptičar (Accipiter nisus).

## Povijest
Povijesni izvori još davne 1296. godine Petku spominju kao Mons Acutus, nazivom romanskog podrijetla što u prijevodu znači oštri vrh, s ostacima hrama božice Venere na njegovom vrhu. U 15. je stoljeću, a moguće i prije, na mjestu urušenog hrama stajala crkvica Sv. Petke, po kojoj je i dobila ime. Crkvica je jedan od brojnih zavjetnih sakralnih objekata kakvi su se po starom Dubrovniku gradili još od 13. i  14. stoljeća. Ova se crkvica u povijesnim dokumentima još spominje kao "Sancta Parasceve", a 1882. godine i kao "S. Parasceve na Petki". Još u 19. stoljeću bili su vidljivi ruševni ostaci ove crkvice, kao i tragovi temelja kućice remete, pobožnog pustinjaka koji je stanovao u njenoj blizini. U današnje vrijeme nema više vidljivih ostataka ove crkvice, građevno je kamenje vjerojatno odneseno za neke druge namjene, a ostalo je prekrila zemlja i gusta vegetacija. U bližoj okolici Petke stajali su i drugi sakralni objekti. Neposredno pod Velikom Petkom do katastrofalnog je potresa 1667. godine stajala crkva Sv. Martina. Izvori je spominju još 1168. godine i smatra se najstarijim poznatim sakralnim objektom na području Lapada, a moguće i šire. Lapadski predjel Sumratin – Sumartin nazvan je po ovoj crkvi. Njeni su ostaci bili vidljivi još početkom 20. stoljeća. Nedaleko od hotela "Splendid" stajala je crkvica Sv. Marije Magdalene, spominjana još 1346. godine a 1882. godine spominju se samo njeni ostaci. Da prostor Petke postane dijelom nacionalne književne baštine, pobrinuo se dubrovački kroničar Ivo Vojnović. Osim što je opjevao njezine masline, on je Petku kao osobitu pejsažnu tvorevinu uvrstio u fabulu posljednjeg dijela "Dubrovačke trilogije". U dijelu "Na taraci" likovima, naime pogled pada upravo na Petkin stožac.

## Vanjske poveznice
- Čišćenje park šume Petka